# プログレスM-4
プログレスM-4はソビエト連邦が1990年にミール宇宙ステーションの補給のために打ち上げたプログレス補給船。ミールを訪れた64機のプログレスのうち22回目であり、プログレス-M (11F615A55)型で、シリアル番号は204だった。

## 搭載貨物
ミールEO-7でミールに搭乗している乗組員の食料、水、酸素や、科学研究用の装置類、ステーションの軌道修正やマニューバ用の燃料などを搭載していた。

## 運用
プログレスM-4は1990年8月15日4時0分41秒(GMT)にバイコヌール宇宙基地1/5発射台からソユーズ-U2で打ち上げられた。
8月17日の5時26分13秒(GMT)にミール・コアモジュールの前方ポートにドッキングした。
M-4のドッキング中、ミールはおおよそ368kmから403kmの高度、51.6度の軌道傾斜角の起動に存在した。プログレスM-4は1990年9月17日の12時42分43秒(GMT)にドッキングを解除した。3日後の9月20日に軌道を離脱、軌道離脱のための逆噴射は11時4分27秒に開始され、太平洋上の大気圏で燃焼し、燃え残りは11時42分49秒ごろ海上に落下したとされる。

## 註
1. 1 2 3 4  McDowell, Jonathan. “Satellite Catalog”.   Jonathan's Space Page. 2009年8月27日閲覧。
2. ↑  “Progress M-4”. NSSDC Master Catalog.   US National Space Science Data Center. 2009年8月27日閲覧。
3. 1 2  McDowell, Jonathan. “Launch Log”.   Jonathan's Space Page. 2009年8月27日閲覧。
4. 1 2 3  Anikeev, Alexander. “Cargo spacecraft "Progress M-4"”.   Manned Astronautics - Figures & Facts. 2008年6月21日時点のオリジナルよりアーカイブ。2009年8月27日閲覧。
5. ↑  Wade, Mark. “Progress M”.   Encyclopedia Astronautica. 2009年8月3日時点のオリジナルよりアーカイブ。2009年8月27日閲覧。